# Llei marcial

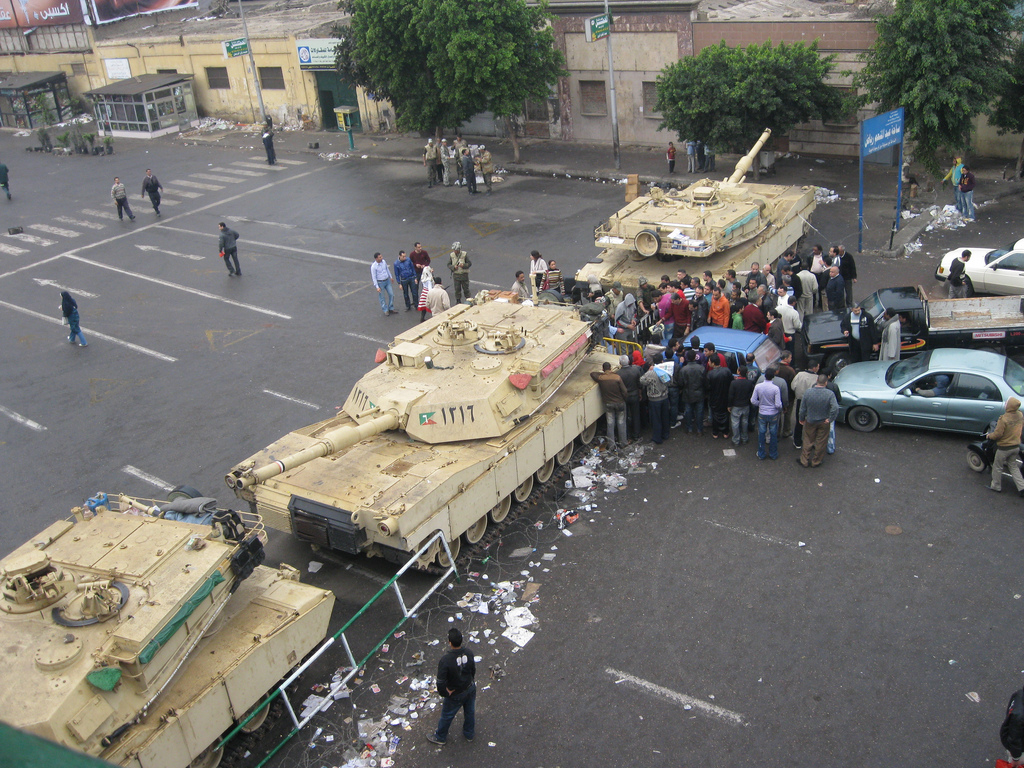
Llei marcial a Egipte. Tancs egipcis utilitzats en un punt de control prop de la plaça Tahrir durant la revolució egípcia de 2011.

La llei marcial (del llatí martiālis, de Mart, déu de la guerra en la mitologia romana.) és una situació d'excepció en l'aplicació de les normes legals ordinàries d'un estat, normalment regulat a la seva constitució, en la qual s'atorguen facultats extraordinàries a les forces armades o a la policia pel que fa a l'administració de justícia i el manteniment de l'ordre públic. Casos usuals d'aplicació de la llei marcial són un conflicte armat (en aquest cas sol anar precedida d'una declaració oficial d'estat de guerra) o per sufocar rebel·lions.
En aquest sentit, la llei marcial s'imposa quan és necessari donar suport a les activitats d'autoritats i organitzacions militars. Això es produeix quan hi ha necessitats considerades com a «urgents» pel govern de l'estat, en les quals les institucions ordinàries de justícia no funcionen o bé es consideren lentes o febles per mantenir el control de la nova situació. L'objectiu teòric de la llei marcial és preservar l'ordre durant una situació extraordinària o d'emergència.
En general, la llei marcial implica una limitació i suspensió de determinats drets que l'ordenació legal garanteix a l'individu, a més d'aplicar processos sumaris en els judicis i càstigs severs superiors als que s'imposen en situacions normals. En molts casos de llei marcial, entra en vigor la pena de mort per a determinats crims, en estats que l'han abolit en l'ordenament legal ordinari. Per aquests motius, es tracta d'un sistema de dret de caràcter arbitrari que depèn de la voluntat del comandant de l'exèrcit que controla un territori en una situació hostil o bel·ligerant.

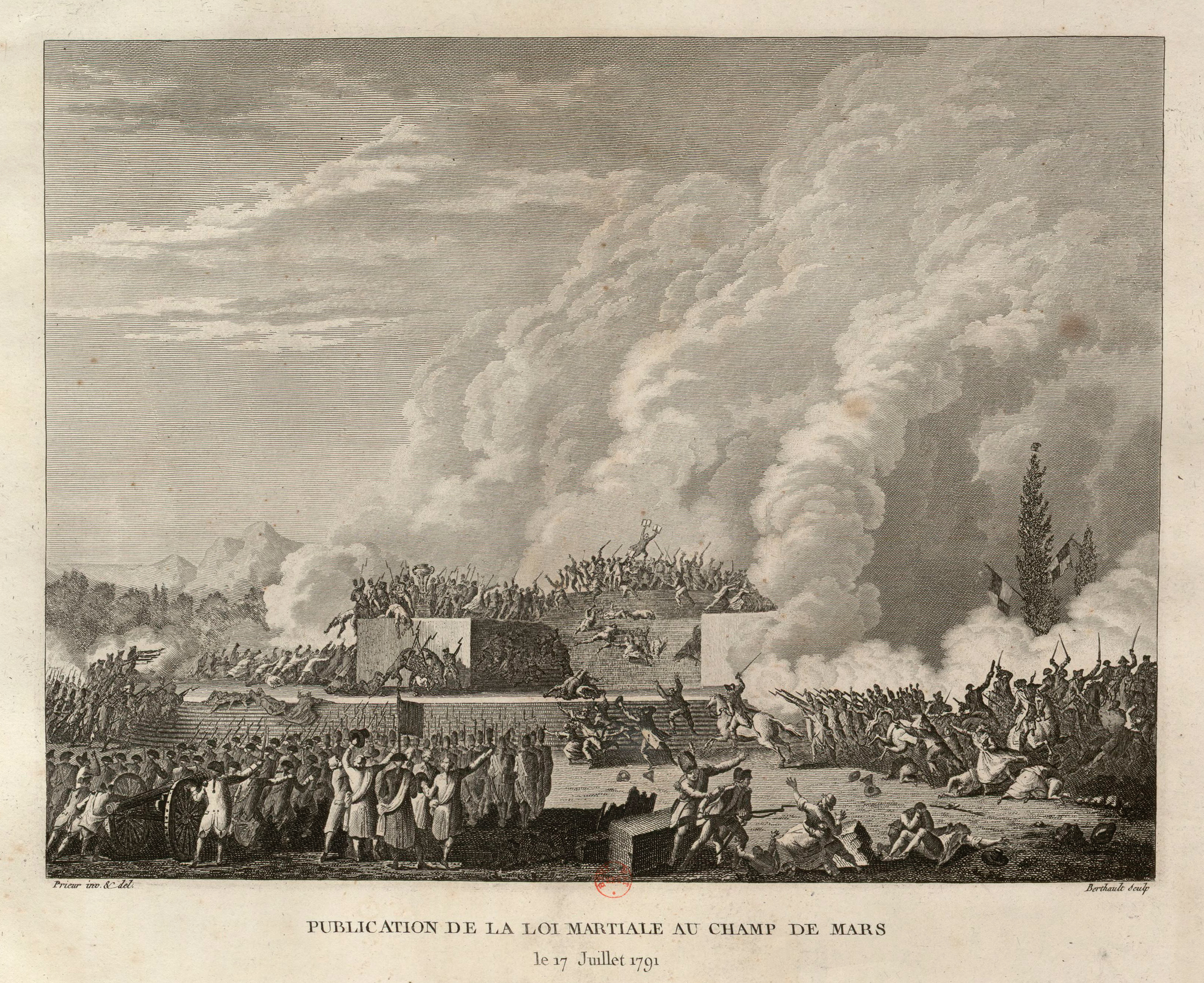
Publicació de la llei marcial i tiroteig al Camp de Mart, 17 juliol 1791.

## Aplicació de la llei marcial a la història
Alguns exemples::

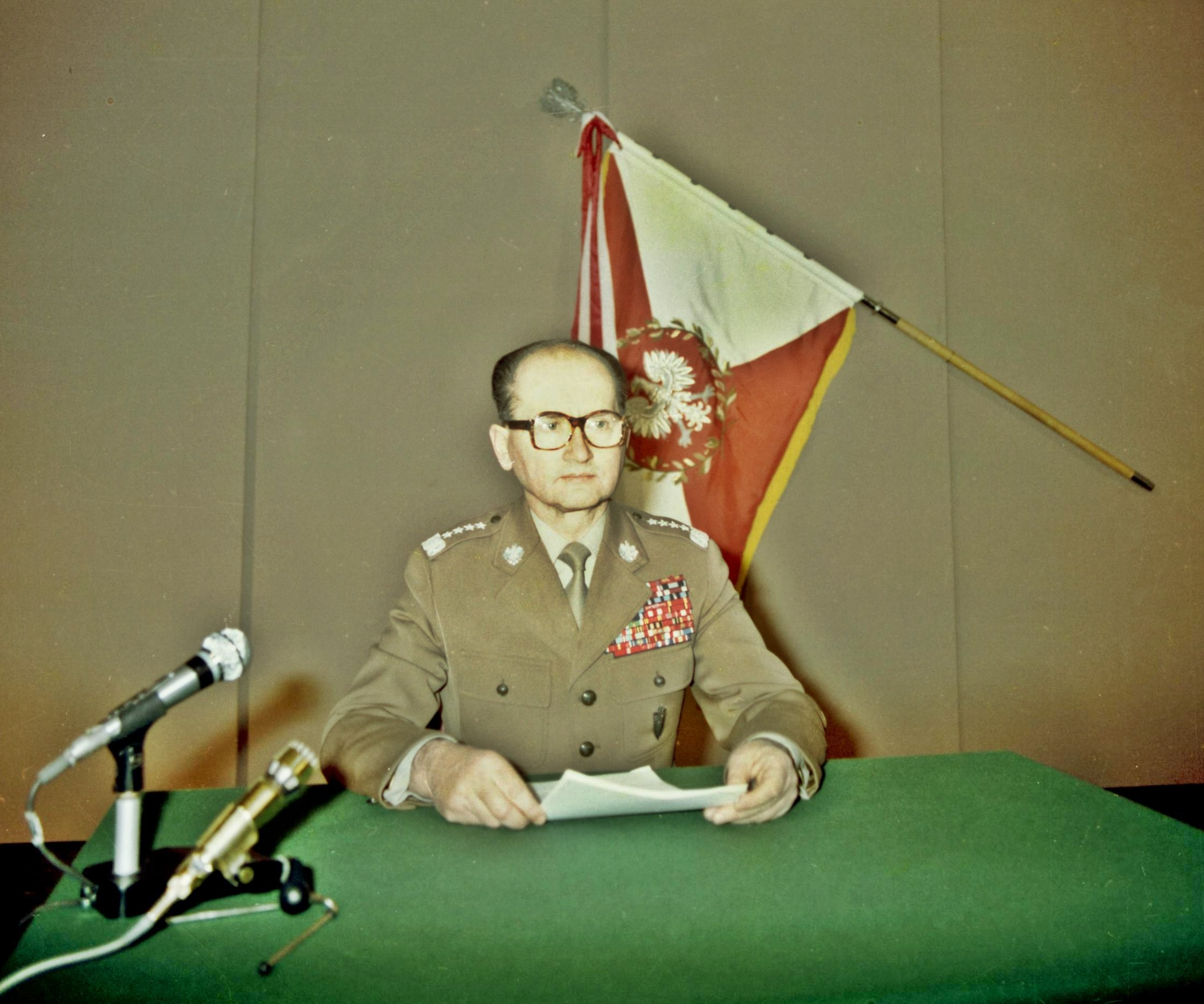
Proclamació de la llei marcial pel règim comunista polonès, 1981.

- Durant la República Romana, durant la guerra civil entre Cèsar i Pompeu.

- A França:
  - Durant la Guerra de les Quatre l'any 1775 (llei del 3 de maig) de Lluís XVI i el seu ministre Turgot.
  - Durant la Revolució Francesa, va ser imposada i implementada per les Assemblea Constituent el 21 d'octubre de 1789 (llei del 21 d'octubre de 1789), per l', llavors Assemblea Legislativa, la Convenció de Gironda.
  - Abolida per la Convenció Montagnard el 23 de juny de 1793, va ser restablerta el 22 d'agost de 1795 per la Convenció Termidoriana i inclosa a la Constitució de l'Any III.

- La lluita de l'exèrcit anglès contra el luddisme de Lancashire a partir de l'abril de 1812.
- Als Estats Units, durant l'onada de repressió contra el Ku Klux Klan el 1871.
- A l'Imperi Rus, a la ciutat d'Odessa (actual Ucraïna), el 1905, en el context de la Revolució Russa de 1905, establerta pel governador sota l'amenaça d'un cuirassat amotinat.
- 15 d'abril de 1919, poc després de la Massacre d'Amritsar, a la ciutat del mateix nom (Índia).
- El 1925, a Bulgària, sota el govern d'Alexander Tsankov.
- Preparatius per a l'establiment d'un règim totalitari (Alemanya el 1933).
- Al Japó, 27 de febrer de 1936.
- A Israel, els refugiats palestins interns van estar subjectes a la llei marcial de 1948 a 1966.
- A la República de la Xina, de 1949 a 1987, després de la guerra civil entre el govern comunista de Mao Zedong i el govern nacionalista de Chiang Kai-shek.
- Durant la Guerra d'Algèria de 1954 a 1962 (per exemple, la Batalla d'Alger).
- La revolta tibetana de 1959 a Lhasa, Tibet.
- A Egipte, des de la guerra de 1967 i la presa del poder per Hosni Mubàrak a l'octubre de 1981.
- Al Canadà, a la província del Quebec, el 1970, durant la Crisi d'Octubre.
- A les Filipines, sota la presidència de Ferdinand Marcos, de 1972 a 1981.
- Durant la Revolució Islàmica a l'Iran el 1979, decretada pel Xa de l'Iran.
- Durant la revolta del 18 de maig de 1980 a Gwangju, Corea del Sud.
- A Polònia entre 1981 i 1983.
- Durant els esdeveniments polítics de 1988 a Birmània.
- Durant els disturbis al Tibet el 1989.
- A la Xina, durant les manifestacions de la plaça de Tian'anmen el 1989.
- A Algèria, durant la Guerra Civil d'Algèria de 1991-2002, on l'exèrcit va assegurar el manteniment de l'ordre diverses vegades.
- Durant un cop d'estat a Tailàndia l'any 2006.
- A Somàlia, el 2007.
- A Geòrgia, l'any 2008.
- A Bolívia, l'any 2008, durant els disturbis.
- El 5 de desembre de 2009, en algunes zones del sud de les Filipines.
- Segons Lobsang Sangay, un acadèmic tibetà exiliat a Harvard, després dels Disturbis del Tibet de 2008, la situació a Lhasa és similar a la llei marcial no declarada.[6]
- A Bahrain, el 2011.

- A Tailàndia, el 2014.
- A Ucraïna, el 16 de juliol de 2014, decretat per l'estat secessionista de la República Popular de Donetsk, a la mateixa zona[7].
- A Turquia, el 15 de juliol de 2016, després d'un intent de cop d'estat per part d'una facció de l'exèrcit.
- A les Filipines, després d'un tiroteig entre les forces de l'ordre i individus vinculats al terrorisme (gihadistes que havien jurat lleialtat al grup Estat Islàmic), el president va declarar la llei marcial a l'illa de Mindanao el dimarts 23 de maig de 2017.
- A Ucraïna, el 25 de novembre de 2018, tres vaixells ucraïnesos van intentar creuar l'estret de Kerch passant per sota del pont de Crimea, que connecta la península amb Rússia. Les tensions entre Rússia i Ucraïna van augmentar. Rússia va utilitzar la força contra els tres vaixells (el Berdiansk, el Nikopol i el Yany Kapu). El president ucraïnès, Petro Poroixenko, signa el decret que estableix la llei marcial durant 60 dies el 26 de novembre de 2018. El parlament ucraïnès l'aprova durant 30 dies a les regions d'Ucraïna que voregen una zona sensible.